# Jean Charles de Menezes

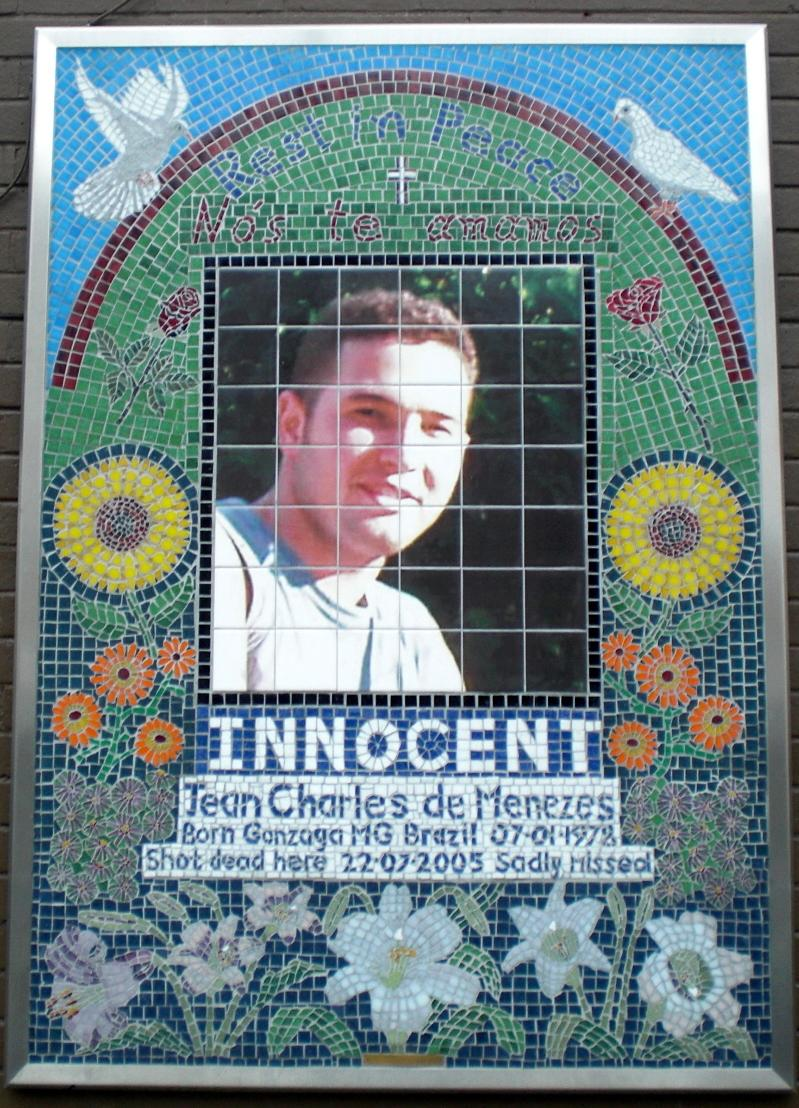
Mosaik von Jean Charles de Menezes an der Station Stockwell

Jean Charles de Menezes (* 7. Januar 1978 in Gonzaga, Minas Gerais; † 22. Juli 2005 in London, England) war ein brasilianischer Staatsbürger, der am 22. Juli 2005 in der Stockwell-Station der Londoner U-Bahn im Rahmen eines Antiterroreinsatzes der Londoner Polizei erschossen wurde. Die Polizei hatte Menezes rund zwei Wochen nach den Terroranschläge am 7. Juli 2005 in London fälschlicherweise für einen Selbstmordattentäter gehalten und mit einem gezielten Schuss in den Kopf getötet. Der Fall löste insbesondere in seiner Heimat Brasilien Betroffenheit aus und führte zu diplomatischen Verstimmungen mit Großbritannien.

## Hergang
Die Vorgänge ereigneten sich am Morgen des 22. Juli des Jahres 2005, zwei Wochen und einen Tag nach den Anschlägen vom 7. Juli in London, bei denen vier islamistische Selbstmordattentäter in drei U-Bahn-Zügen und einem Bus Sprengsätze gezündet und 52 Menschen sowie sich selbst getötet hatten. Polizeiangaben zufolge war Menezes’ Wohnblock im Südlondoner Lambeth ins Fadenkreuz der Ermittler geraten, nachdem die Anschrift des Wohnblocks in einem der Rucksäcke gefunden wurde, in welchem sich die nicht vollständig detonierten Bomben vom Vortag befanden.
Angaben der Polizei zufolge verließ Menezes gegen zehn Uhr seine Wohnung, um sich zur Arbeit zu begeben, und wurde hierbei von Zivilpolizisten observiert. Nach einer Busfahrt zur nahegelegenen U-Bahn-Station Stockwell wurde Menezes ersten Polizeiangaben zufolge von den Beamten angesprochen, flüchtete aber in den Bahnhof und übersprang die Absperrungen. Beim Aufspringen auf einen wartenden Zug geriet er ins Straucheln bzw. wurde zu Fall gebracht und von vier Polizisten am Boden festgehalten, worauf einer davon eine Waffe zog und fünf tödliche Schüsse in den Hinterkopf abgab. Diese Darstellung der Polizei wurde wiederholt in Zweifel gezogen. Scotland Yard musste mehrfach seine Darstellung des Tatablaufes öffentlich korrigieren. 2009 kam die Jury in einem Untersuchungsverfahren zu dem Schluss, dass mindestens elf Schüsse auf Menezes abgefeuert wurden: Sieben trafen ihn in den Kopf, einer traf die Schulter. Drei Schüsse verfehlten Menezes. Auch war er nicht von der Polizei angesprochen worden und dementsprechend auch nicht geflüchtet.
Die britische Tageszeitung The Guardian rekonstruiert den Hergang wie folgt: Nachdem die Polizei am Morgen bei einem der Rucksäcke der Terroristen eine Mitgliedskarte in einem Fitnessstudio gefunden hatte, begann sie Menezes Wohnung unter der Annahme, es handele sich bei ihm um den fünften Attentäter Hussain Osman, zu observieren. Nachdem Menezes um halb zehn seine Wohnung verlassen hatte, folgten ihm mehrere Zivilpolizisten. Als er um 10:03 Uhr die U-Bahn-Station betrat, erging von der Leitstelle der Polizei aus der "code red". Daraufhin stürmten mehrere Polizisten die U-Bahn. Als Menezes im Zuge des daraus entstehenden Chaos von seinem Sitz aufstand, wurde er von einem Polizisten überwältigt und von dem Polizisten unter dem Decknamen C12 erschossen.
In einer Pressemeldung im Jahre 2008 gab die Polizei bekannt, dass sich Menezes während der observierten Zeit komplett unauffällig verhalten habe.

## Stellungnahme der Polizei, Reaktionen,shoot to kill
Die Polizei rechtfertigte ihr Vorgehen mit der Gefahr eines möglichen Bombenanschlags oder einer versehentlich ausgelösten Explosion. Die Verfolger vermuteten, dass es sich bei de Menezes um einen Terroristen handelte, der in die Taten der vergangenen Tage verwickelt war und möglicherweise eine Bombe trug. Als Begründung wurden die gefundene Adresse sowie die ungewöhnlich dicke Bekleidung und das südländische Aussehen des jungen Mannes angegeben. Aufgrund der Verfolgungsjagd glaubten die Polizisten nach eigenen Angaben, einen mit einem Sprenggürtel ausgerüsteten Selbstmordattentäter vor sich zu haben.
Einen Tag nach dem tödlichen Vorfall teilte Scotland Yard mit, dass Menezes nichts mit den Anschlägen zwei Wochen zuvor zu tun gehabt habe. Die Behörden kündigten eine Untersuchung an. Brasiliens Außenminister Celso Amorim zeigte sich über die Tötung von Menezes empört. Amorim sowie die Angehörigen von Menezes forderten eine rasche Aufklärung des Geschehens. Brasilianische Medien bewerteten die Vorgänge als eine „Hinrichtung“.
Nach den Terroranschlägen vom 11. September 2001 hatte sich in den britischen Sicherheitsbehörden eine Diskussion darüber entwickelt, wie die Polizei mit mutmaßlichen Selbstmordattentätern umgehen solle. Als Ergebnis dieser Diskussion wurden Richtlinien festgelegt, die Erkennung und Umgang mit entsprechenden Terrorverdächtigen regelten und den Decknamen Operation Kratos trugen. Diese Richtlinien basierten teilweise auf Vorschlägen der Sicherheitskräfte von Israel und Sri Lanka, zwei Ländern mit Erfahrung im Umgang mit Selbstmordanschlägen. Teil des Regulariums war unter anderem auf den Kopf statt wie üblich auf den Torso eines Tatverdächtigen zu schießen, um eine Zündung des Sprengsatzes zu verhindern (shoot to kill).

## Untersuchung

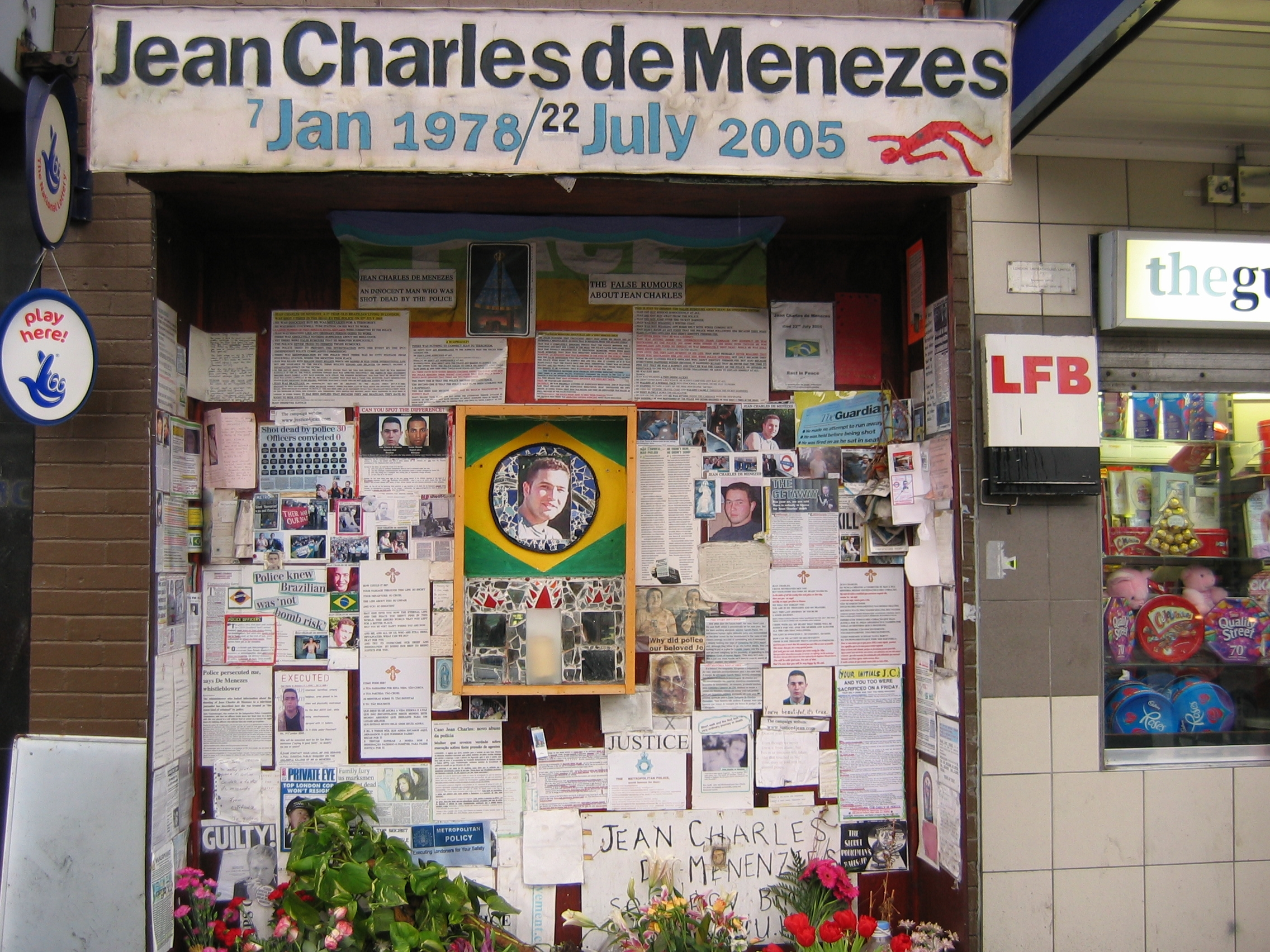
Gedenkschrein für Jean Charles de Menezes vor der Stockwell Underground Station

Der Vorfall wurde seit Ende Juli 2005 von drei Untersuchungskommissionen der Independent Police Complaints Commission (IPCC) untersucht, die in Großbritannien für die Untersuchung schwerwiegenden Fehlverhaltens seitens der Polizei zuständig ist.
Am 16. August  veröffentlichte der britische Fernsehsender ITV Videoaufzeichnungen aus den Überwachungskameras der U-Bahn-Station sowie an die Presse gelangte Teile eines internen Berichts der IPCC, die den ursprünglichen Schilderungen der Londoner Polizei in mehreren Punkten widersprechen:
- Menezes habe keine „dicke Winterkleidung“ getragen, sondern eine Jeansjacke und -hose.
- Menezes sei nicht über die Fahrscheinkontrolle gesprungen, sondern habe sich in der U-Bahn-Station völlig unauffällig verhalten und sei dann nur am Bahnsteig zum Zug gelaufen, weil dieser gerade einfuhr.

Der Londoner Polizei und ihrem Chef Sir Ian Blair wurde in diesem Zusammenhang Manipulation und der Versuch der Vertuschung vorgeworfen.
Im Verlauf der Untersuchung wurde wiederholt die Legalität von Menezes’ Aufenthalt in Großbritannien in Frage gestellt, was im Falle einer Bestätigung die Aussichten auf ein Gerichtsverfahren gegen die Polizei erheblich mindern dürfte.
Menezes’ Familie hatte inzwischen eine eigene Kampagne gestartet, die neben einer vollen Aufklärung und der Bestrafung der Verantwortlichen die Streichung von shoot to kill – dem finalen Rettungsschuss – aus den Polizeirichtlinien forderte.
Am 8. Juni 2006 wurde durch einen Zeitungsbericht unter Berufung auf einen Mitarbeiter der britischen Generalstaatsanwaltschaft bekannt, dass es vermutlich keine Möglichkeit gebe, den Beamten zu ermitteln, welcher geschossen hat.
Die Leiterin des Einsatzes Cressida Dick wurde im Februar 2007 befördert und ist u. a. für die Sicherheit der königlichen Familie zuständig. Während die Londoner Polizei die Beförderung als Signal bezeichnete, dass die Behörde der Beamtin voll vertraue, zeigte sich die Familie von Menezes über diese Maßnahme erschüttert.
Am 1. November 2007 verfügte das Oberste Kriminalgericht Englands gegen Scotland Yard eine Strafzahlung von insgesamt 806.000 Euro – 175.000 Pfund (rund 250.000 Euro) Strafe zuzüglich der Verfahrenskosten (385.000 Pfund); das Urteil wird mit „Gefährdung der öffentlichen Sicherheit“ begründet, es könne einzelnen Polizisten „jedoch keine individuelle Schuld an dem chaotischen Vorgehen bei der Verfolgung und Erschießung des Brasilianers Jean Charles de Menezes zugewiesen“ werden.
Angehörige de Menezes’ waren mit dem Ausgang des Verfahrens unzufrieden, da immer noch keine ihrer Meinung nach ausreichende Untersuchung des Verhaltens einzelner Polizisten geleistet wurde. Sie erreichten eine Wiederaufnahme des Verfahrens.
Seit September 2008 befasste sich erneut ein britisches Gericht mit dem Fall Menezes. Dabei ging es sowohl um die Klarstellung der Ereignisse, als auch um die abschließende Bewertung, wen die Schuld an der Tötung trifft. In dem im Dezember 2008 ergangenen Urteil wurde der Polizist unter dem Decknamen "Charlie 12" als schuldig bezüglich der Abgabe der tödlichen Schüsse identifiziert. Die Familie trat in dem öffentlichen Prozess als Nebenkläger auf.
Am 23. November 2009 gab die britische Polizei bekannt, eine Abfindung von 100.000 Pfund an die Familie Jean Charles in Brasilien zahlen zu wollen. Gründe für die genannte Summe seien, dass die Familie „relativ arm“ sei und Jean Charles ledig gewesen sei. Verschiedene Journalisten kritisierten die Höhe der Abfindung vor dem Hintergrund der Abfindungssumme, die der ehemalige Chef der britischen Polizei Ian Blair erhielt, als er im Oktober 2008 im Zusammenhang mit den Vorfällen um den Tod Jean Charles zurücktrat: 400.000 Pfund. Die Familie in Brasilien wurde über die Einigung der Anwälte mit der Polizei nicht informiert. Die Anwälte hatten die dreifache Summe gefordert.

## Filmische Verarbeitung
Kays Khalil verarbeitete den Fall Menezes in dem zwölf Minuten langen Animationsfilm „Hit The Floor“, der 2007 mit dem 3sat-Förderpreis ausgezeichnet wurde.
2009 lief in Brasilien der Film „Jean Charles“ von Henrique Goldman an, der den Stoff der letzten Lebenswochen Jean Charles bis zur Erstattung der Bestattungskosten durch die britische Polizei zum Thema hat. Der bekannte brasilianische Schauspieler Selton Mello spielte Jean Charles.
2025 veröffentlichte Disney+ zum Thema den teilfiktiven Vierteiler "Suspect: The Shooting of Jean Charles de Menezes" von Paul Andrew Williams.